# زمین‌لرزه ۱۹۲۸ شیلی
زمین‌لرزه شیلی  در تاریخ ۱ دسامبر ۱۹۲۸ میلادی، برابر با ‎۱۰ آذر ۱۳۰۷، ساعت ۴:۰۶:۱۵ به زمان یوتی‌سی در شیلی رخ داد. ژرفای این زلزله ۳۵ کیلومتر بود. بزرگی آن ۷٫۷ در مقیاس Mw اعلام شده‌است. زمین‌لرزه به وقت محلی در روز شنبه، ساعت ۰ روی داده و منطقه زمانی آن یوتی‌سی -۴ بوده‌است (با لحاظ تغییر ساعت تابستانی).
سازمان زمین‌شناسی آمریکا نیز جای این زمین‌لرزه را در مختصات ۳۵°جنوبی ۷۲°غربی / ۳۵°جنوبی ۷۲°غربی و بزرگی آنرا برابر با ۷٫۶ در مقیاس ریشتر اعلام کرده‌است. ژرفای گزارش شده از سوی این سازمان ۲۵ کیلومتر می‌باشد.
سونامی نیز در این زلزله گزارش شده‌است.